# Liste des municipalités de l'État du Rondônia

Drapeau du Rondônia

Situation du Rondônia

Carte détaillée du Rondônia

L'État du Rondônia, au Brésil compte 52 municipalités (municípios en portugais).

## Municipalités
- Alta Floresta D'Oeste
- Alvorada D'Oeste
- Alto Alegre dos Parecis
- Alto Paraíso
- Ariquemes

- Buritis

- Cabixi
- Cacaulândia
- Cacoal
- Campo Novo de Rondônia
- Candeias do Jamari
- Castanheiras
- Cerejeiras
- Chupinguaia
- Colorado do Oeste
- Corumbiara
- Costa Marques
- Cujubim

- Espigão D'Oeste

- Governador Jorge Teixeira
- Guajará-Mirim

- Itapuã do Oeste

- Jaru
- Ji-Paraná

- Machadinho D'Oeste
- Ministro Andreazza
- Mirante da Serra
- Monte Negro

- Nova Brasilândia D'Oeste
- Nova Mamoré
- Nova União
- Novo Horizonte do Oeste

- Ouro Preto do Oeste

- Parecis
- Pimenta Bueno
- Pimenteiras do Oeste
- Porto Velho (capitale de l'État du Rondônia)
- Presidente Médici
- Primavera de Rondônia

- Rio Crespo
- Rolim de Moura

- Santa Luzia D'Oeste
- São Felipe D'Oeste
- São Francisco do Guaporé
- São Miguel do Guaporé
- Seringueiras

- Teixeirópolis
- Theobroma

- Urupá

- Vale do Anari
- Vale do Paraíso
- Vilhena

## Sources
- Infos supplémentaires (cartes simple et en PDF, et informations sur l'État).
- Infos sur les municipalités du Brésil
- Liste alphabétique des municipalités du Brésil